# Шлюмберже, Шарль
Шарль Шлюмберже (29 сентября 1825 года, Мюлуз — 12 июля 1905 года, Париж) — французский палеонтолог, известный своими исследованиями фораминифер, как живых, так и ископаемых видов.
Он получил образование в Политехнической школе в Париже, затем продолжил свою карьеру в военно-морском корпусе инженеров. С 1849 года он жил в Тулоне, а шесть лет спустя был назначен работать в Нанси. Ещё состоя на службе, он занимался геологическими и палеонтологическими исследованиями и собрал значительную коллекцию ископаемых, которую подарил парижскому университету. Выйдя в отставку, Шлюмберже занялся изучением корненожек в Национальном музее естественной истории в Париже. В 1888 году он был избран президентом Французского геологического общества.
Совместно с геологом Эрнестом Мюнье-Шальма он провел важные исследования диморфизма у фораминифер, в первую очередь представителей отряда Miliolida. Он также провёл исследования эволюционной истории вымерших родов фораминифер — Orbitoides, Lepidocyclina и Miogypsina.
В честь учёного названы виды фораминифер Sigmoilopsis schlumbergeri (Silvestri, 1904) и Quinqueloculina schlumbergeri (Wiesner, 1923).